# Constance Stone
Emma Constance Stone (4 de diciembre de 1856 - 29 de diciembre de 1902) fue la primera mujer en ejercer la Medicina en Australia. Tuvo un rol instrumental en la fundación del Hospital de la Reina Victoria en Melbourne.

## Primeros años y formación
Stone nació el 4 de diciembre de 1856 en Hobart (Tasmania), hija de William y Betsy Stone. La familia se trasladó a Melbourne en 1872. En 1882, Stone conoció al reverendo David Egryn Jones, que había emigrado de Inglaterra. Conmovido por la pobreza de su parroquia, Jones decidió estudiar Medicina, y Stone lo siguió. Debió dejar su país para estudiar, ya que la Universidad de Melbourne no admitía alumnas en dicha carrera.  Se graduó en el Woman's Medical College de Pensilvania y obtuvo su título de grado en el Trinity College de Toronto en 1888. Jones la siguió a Canadá para recibir también su título. En 1893, Jones y Stone contrajeron matrimonio; su hija, Constance Bronwen, nació en 1899.

## Carrera
Stone se trasladó luego a Londres, donde trabajó en el Nuevo Hospital de Mujeres y se unió a la Worshipful Society of Apothecaries en 1889. Durante su tiempo de permanencia en el Nuevo Hospital, comenzó a desear algún día fundar un hospital «dirigido por mujeres y para mujeres».
En 1890, luego de regresar a Australia, se convirtió en la primera mujer registrada en la Planta de Médicos de Victoria. Su hermana, Grace Clara Stone, siguió los pasos de Constance en la carrera de Medicina. A Clara sí se le había permitido estudiar en su país natal y fue una de las dos mujeres graduadas de la Universidad de Melbourne en 1981. Las dos hermanas fundaron un consultorio privado y trabajaron en el centro de salud de pacientes externos de la calle La Trobe.
En 1895 tuvo lugar la primera reunión de la Sociedad Médica Femenina de Victoria en la casa de Constance, y Clara asumió la presidencia. En septiembre de 1896, once mujeres médicas de Melbourne decidieron fundar el Hospital de la Reina Victoria para mujeres. La construcción del edificio fue financiada por campañas y se abrió oficialmente en julio de 1899.

## Fallecimiento e influencia
En 1902, Stone se enfermó de tuberculosis y falleció el 29 de diciembre, a los 45 años. Su marido y su hija, que también estudió Medicina, la sobrevivieron.
Junto con su hermana, Grace Clara, y su prima, Mary Page Stone, fueron llamadas «las doctoras Stone». De ellas tres, Constance, según Janet Greig, era «la verdadera pionera».
Un pabellón del Hospital Reina Victoria lleva su nombre.